# Glen Lyon (Schotland)

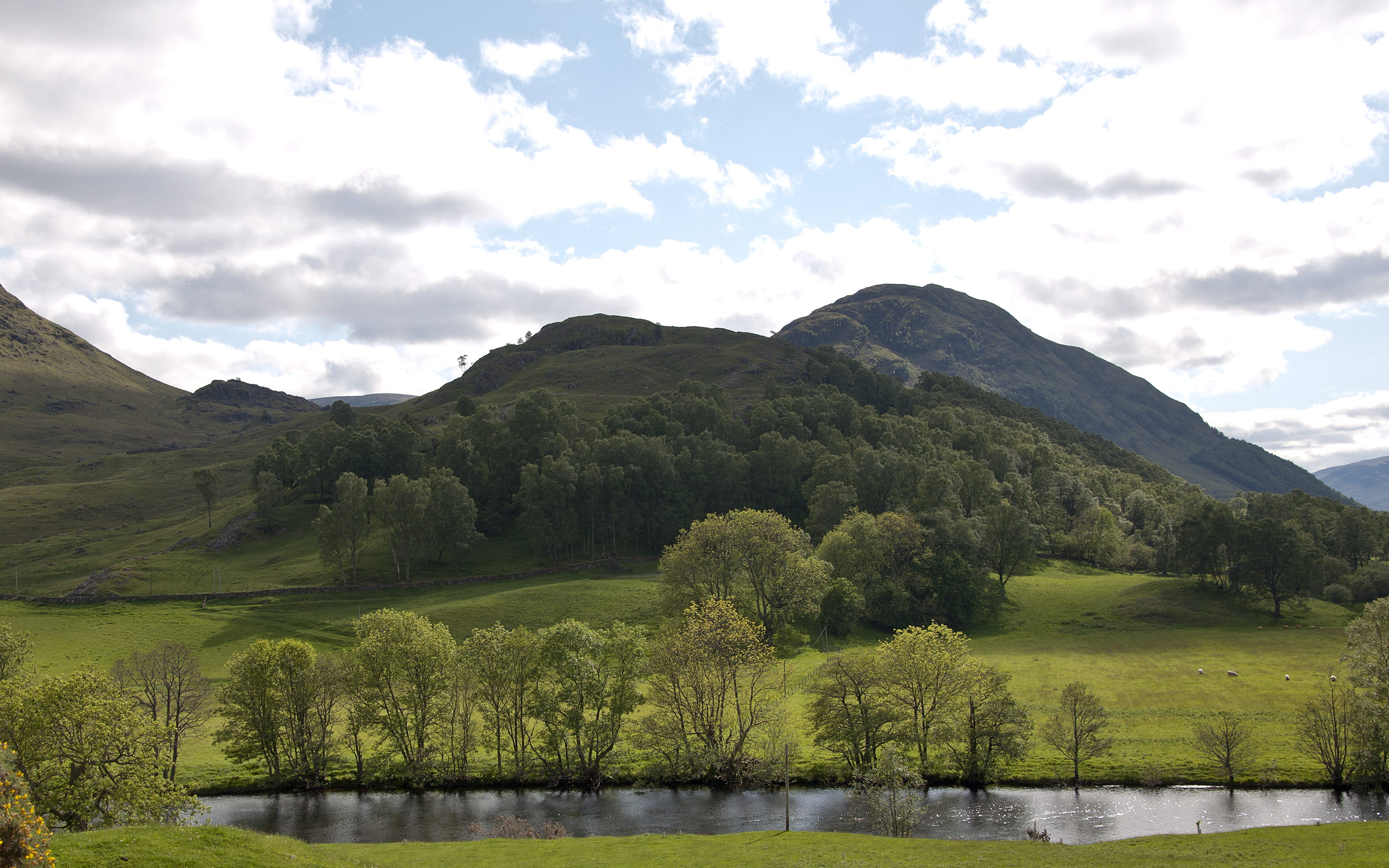
Glen Lyon, in zuidelijke richting, tussen Bridge of Balgie en Invervar

Glen Lyon is een dal in het Schotse district Perthshire. Het is de grootste omsloten vallei in Schotland en loopt over een afstand van 55 km van Loch Lyon tot aan het dorp Fortingall.
De rivier Lyon stroomt uit Loch Lyon en doorkruist het dal om 5 km ten oosten van Fortingall uit te monden in de rivier Tay. Ten noorden van de rivier, ter hoogte van Invervar, ligt het bergmassief Càrn Mairg met twee toppen hoger dan 1000 m.
Glen Lyon werd vaak beschreven als een van de mooiste of het mooiste glen van Schotland, onder meer door Sir Walter Scott. Ben Lawers ligt net ten zuiden van de vallei en Meggernie Castle, een kasteel gelegen tussen Loch Lyon en Bridge of Balgie was ooit de verblijfplaats van de Campbells of Glenlyon.
Fortingall is bekend om zijn venijnboom. Ten zuiden van het dorpje staat de Càrn na Marbh, een steen die de plaats markeert waar men tijdens de 14e eeuw slachtoffers van de Zwarte Dood begroef.

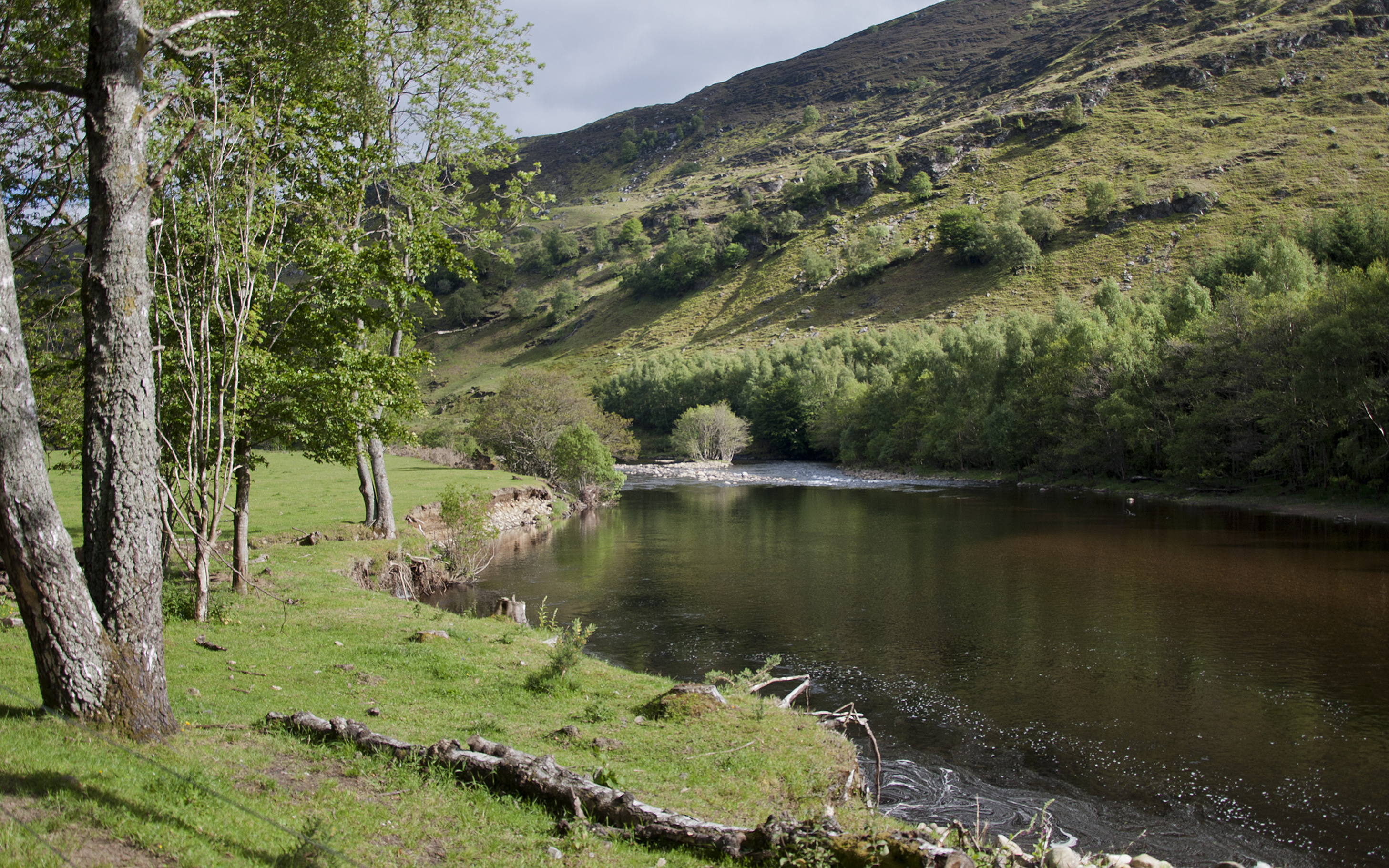
de Lyon
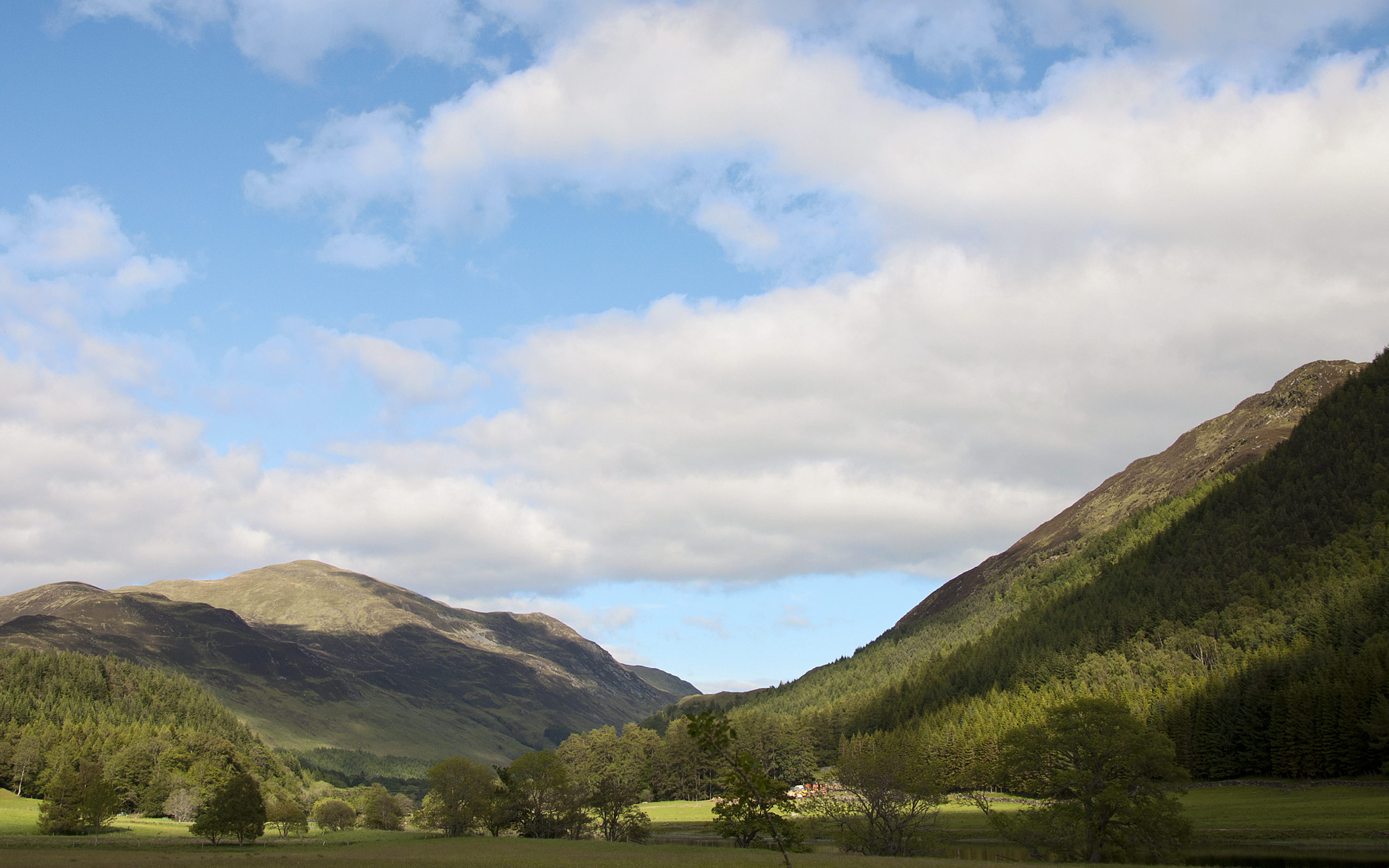
Glen Lyon vanaf Bridge of Balgie, in oostelijke richting met links het Càrn Mairgmassief
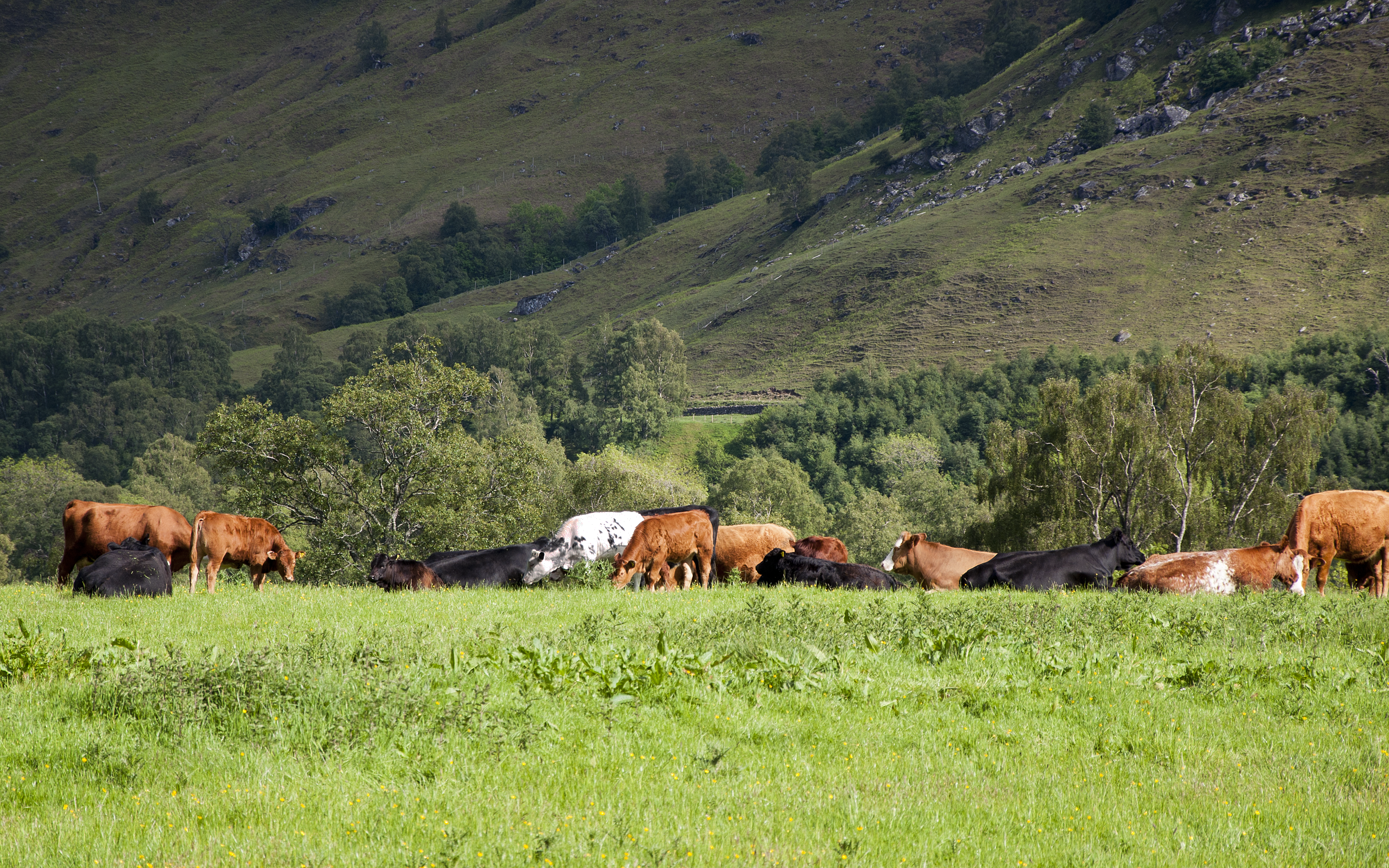
De weiden van Glen Lyon